# 1862 아폴로

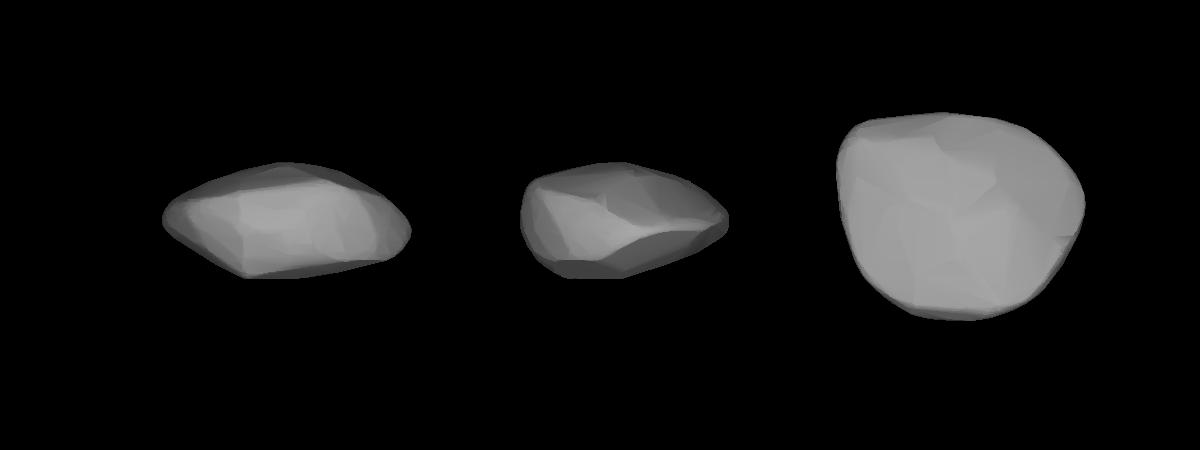
1862 아폴로

1862 아폴로(1862 Apollo)는 암석질의 소행성으로 직경 약 1.5 km이며 근지구 천체 (NEO)로 분류된다. 1932년 4월 24일 하이델베르크 천문대에서 독일 천문학자 카를 라인무트가 발견했지만 그 후 관측하지 못하였다가 1973년에 다시 발견되었다.
타원궤도면의 수직 방향으로 보았을 때 지구를 (실제로 궤도를 '교차'하는 것보다 넓은 의미인) 가로지르는 NEO를 일컫는 것으로, 이 소행성의 이름을 딴 아폴로 소행성군의 구성원으로 최초로 인정된 소행성이다. 아폴로의 궤도는 편심이 심하여 금성과 화성의 궤도를 가로지르기 때문에 금성 교차자 및 화성 교차자라고 불리기도 한다.
아폴로는 첫번째로 발견된 아폴로 소행성군에 속하는 소행성이지만 40년 이상 분실된 상태로 있었고 그 동안에 다른 소행성의 번호가 매겨졌기 때문에 공식 IAU 번호는 1566 이카루스와 같은 다른 아폴로 소행성보다 큰 '1862'가 부여되어 있다. 아폴로에 대한 회전 분석에 의하여 요프 효과(YORP effect)에 대한 관측 증거가 제공되었다.
아폴로 소행성은 그리스의 신 아폴로의 이름을 따서 명명되었는데, 태양의 신으로, 제우스와 레토의 자식이다. 제우스와 레토의 이름을 딴 소행성으로 5731 제우스와 68 레토가 있다.

## 아폴로의 위성
2005년 11월 4일, 푸에르토리코의 아레시보 천문대에서 2005년 10월 29일 – 11월 2일까지의 레이다 관측을 통해 아폴로 소행성의 위성 즉 아폴로의 달을 탐지하였다고 발표하였다. 이 발표는 IAUC ( International Astronomical Union Circular) 8627에 포함되어 있다. 이 위성은 직경이 80 미터 (260 ft)에 불과하고, 아폴로 소행성에서 겨우 3 킬로미터 (1.9 mi) 떨어져 있다. 아폴로 소행성의 표면에서 보면, 위성인 S/2005 (1862) 1의 각직경은 약 2.0835도로 관측 될 것이다.

## 잠재적으로 위험한 물체
아폴로 소행성은 최소 궤도 교차 거리 (MOID)가 0.05AU 미만이고 직경이 150m보다 크기 때문에 잠재적으로 위험한 소행성 (PHA)의 하나이다. 아폴로의 Earth MOID는 0.0257 천문단위 (3,840,000 km; 2,390,000 mi)이다. 향후 수백 년 동안의 궤도가 정확하게 알려져 있는데, 2075년 5월 17일에는 금성에서 0.0083 천문단위 (1,240,000 km; 770,000 mi) 지점을 통과할 예정이다.

## 같이 보기
- 잃어버린 소행성